# Schraubenbaumgewächse
Die Schraubenbaumgewächse (Pandanaceae), auch selten als Scheinpalmengewächse oder Kolbenpalmengewächse bezeichnet, sind eine Familie in der Ordnung der Schraubenbaumartigen (Pandanales) innerhalb der Monokotyledonen. Diese kleine Familie enthält nur 5 Gattungen mit etwa 770 Arten. Von einigen Arten werden die Blätter verarbeitet und einige Arten sind Zierpflanzen für Parks und Gärten und von einer Art werden Sorten als Zimmerpflanze verwendet.

## Beschreibung

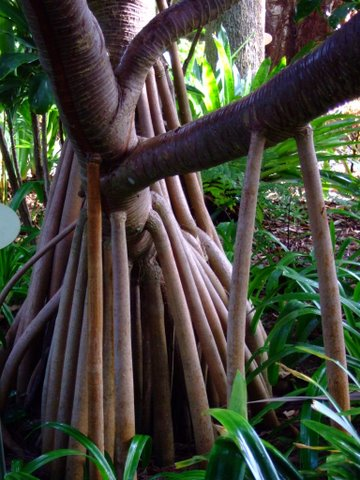
Stelzwurzeln von Pandanus utilis

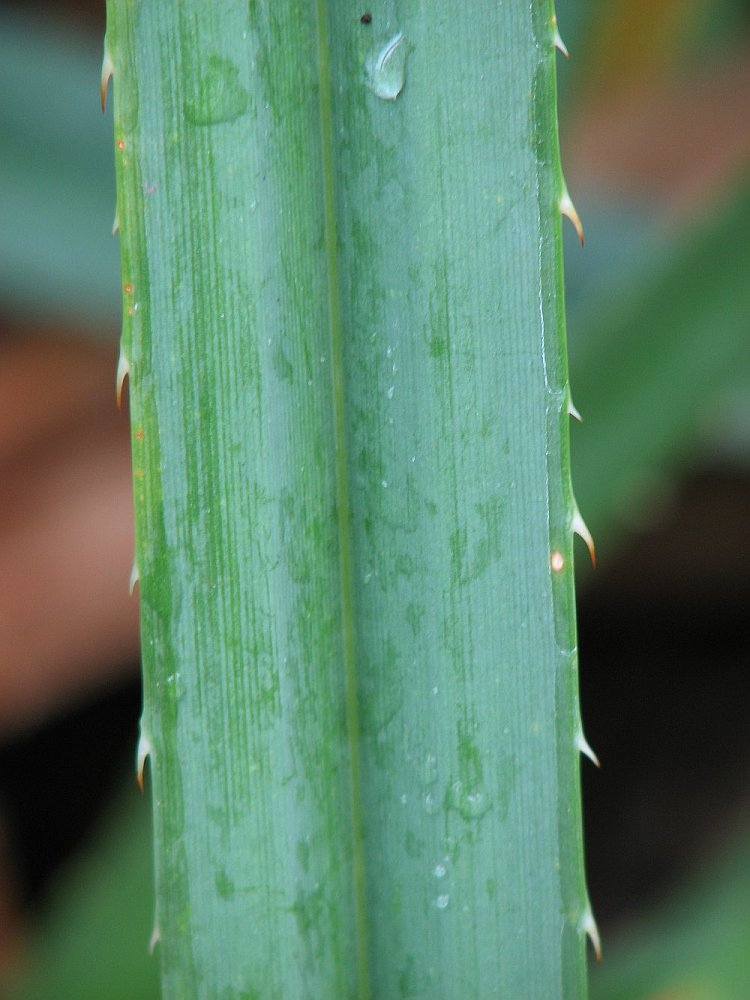
Bewehrtes Blatt von Pandanus tectorius

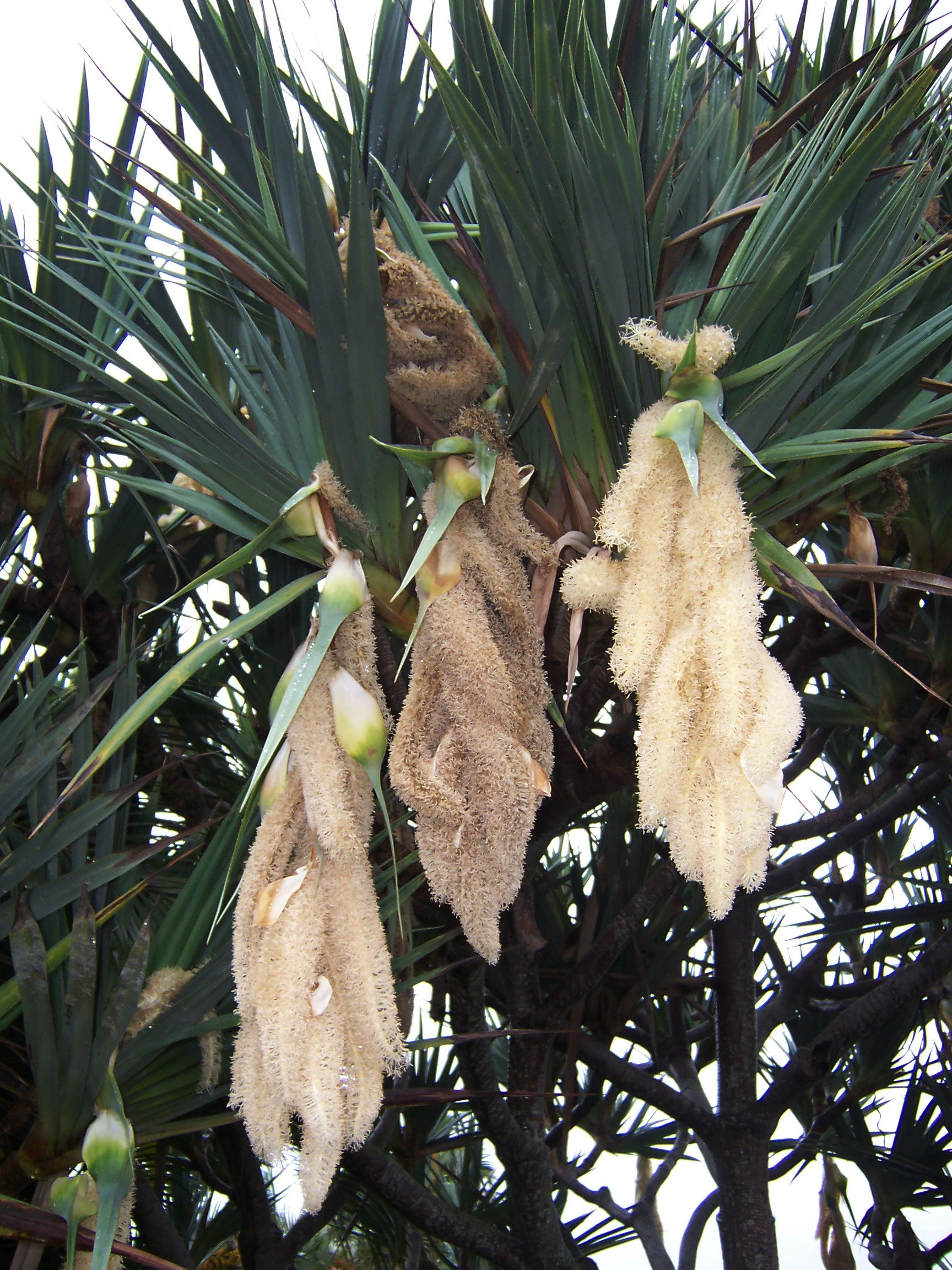
Männliche Blütenstände von Pandanus utilis

### Habitus und Laubblätter
Die Arten der Familie sind immergrüne, verholzende Pflanzen, die baumförmig, strauchförmig oder als Lianen wachsen; einige Arten sind Epiphyten. Es ist kein sekundäres Dickenwachstum vorhanden und deshalb spricht man auch nicht von Bäumen. Bei vielen Arten werden Luft- oder Stelzwurzeln ausgebildet. Einige Arten sind Helophyten und gedeihen im flachen Salzwasser. Wenn Stämme vorhanden sind dann sind sie meist einfach oder manchmal zweigabelig verzweigt. Die Sprossachsen sind oft durch die ringförmigen Blattnarben geringelt.
Die wechselständig und scheinbar schraubig (daher der deutsche Name), tatsächlich aber selten zwei-, meist drei- oder seltener vierzeilig angeordneten Laubblätter sind ungestielt und einfach. Es sind offene Blattscheiden vorhanden. Die unbehaarte, manchmal bemehlte, ledrige Blattspreite ist linealisch bis lanzettlich, oft sehr lang und manchmal unterseits gekielt und läuft am Ende oft in eine Stachelspitze aus. Häufig ist die Blattspreite am Rand und oft auch auf der Mittelrippe stachelig gezähnt; der Blattrand kann aber auch ganz sein. Es liegt Paralleladerung vor, aber es sind auch viele horizontale sekundäre Blattadern vorhanden. Es sind tetracytische Stomata vorhanden.

### Blütenstände und Blüten
Die Taxa sind meist getrenntgeschlechtig entweder zweihäusig (diözisch) oder einhäusig (monözisch). An einem Blütenstand gibt es meist nur Blüten eines Geschlechtes; die männlichen und weiblichen Blütenstände sehen verschieden aus. Sehr wenige Freycinetia-Arten besitzen zwittrige Blüten. Die end- oder seitenständigen, meist verzweigten Gesamtblütenstände sind aus traubigen, ährigen, kopf- oder kolbenförmigen Teilblütenständen zusammengesetzt; manchmal ist der Blütenstand einfach, besonders bei weiblichen Blütenständen. Es sind Hochblätter (hier Spatha genannt) vorhanden, die bei einigen Arten groß und intensiv gefärbt sein können.
Die Blüten sind meist eingeschlechtig, doch kommen bei einigen Arten auch zwittrige Blüten vor. Bei vielen Taxa sind keine Blütenhüllblätter erkennbar, sind also rudimentär. In männlichen Blüten sind 10 bis 100 Staubblätter vorhanden. Die glatten (Pandanus) oder papillösen (Freycinetia) Staubfäden sind untereinander frei oder in Gruppen miteinander verwachsen, oft mit „Stemonophoren“. Die basifixen Staubbeutel bestehen aus zwei Theken mit je zwei Pollensäcken. Die zweizelligen Pollenkörner sind furchig oder beulig mit einer Apertur und die Pollenoberfläche ist oft stachelig. In weiblichen Blüten sind 1 bis 80 freie bis verwachsene Fruchtblätter und manchmal Staminodien vorhanden. Jedes oberständige Fruchtblatt enthält eine bis einige anatrope Samenanlagen in basaler oder parietaler Plazentation. Es ist höchstens ein kurzer Griffel vorhanden.

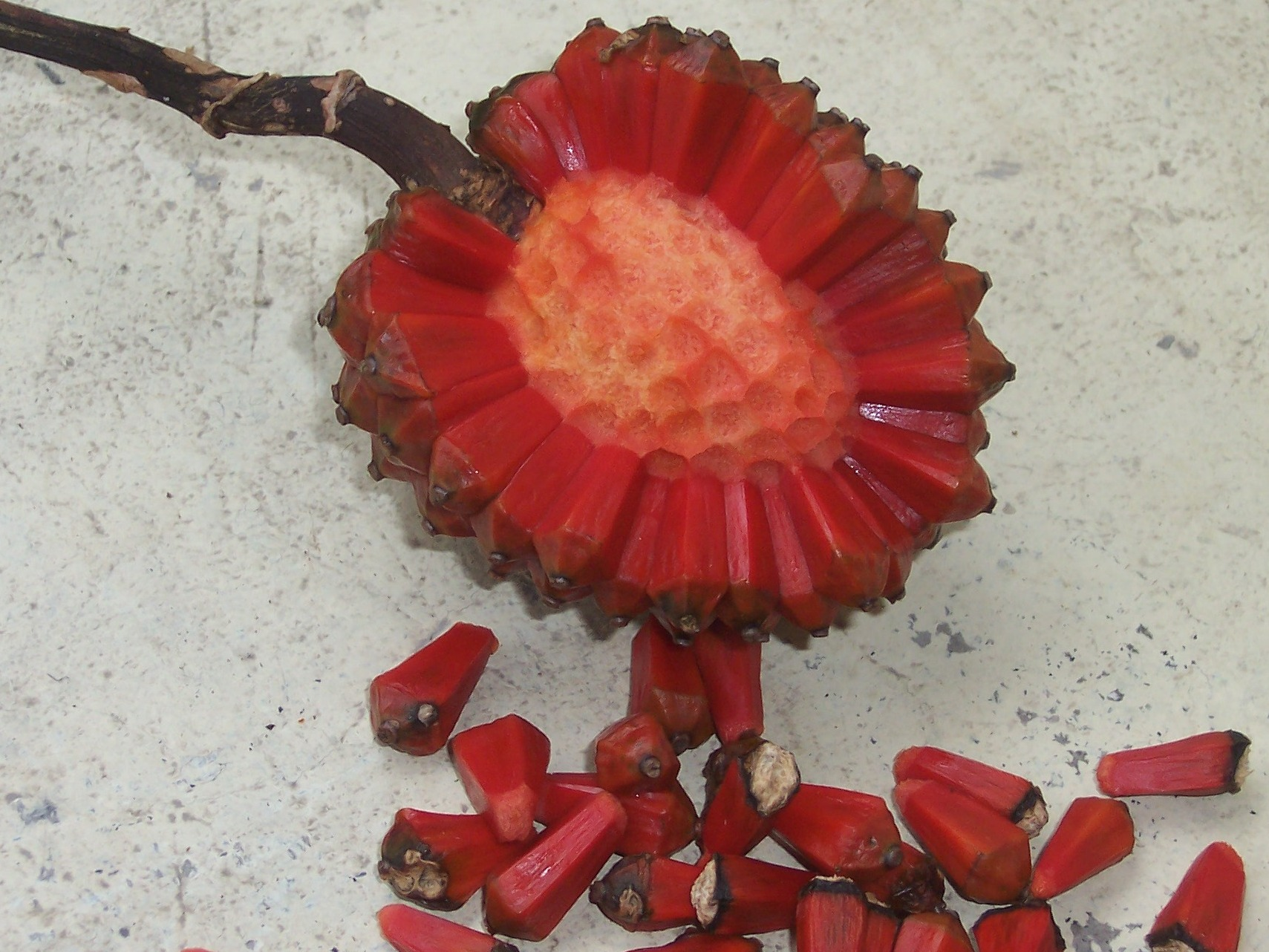
Sammelfrucht von Pandanus montanus mit Steinfrüchten

### Früchte und Samen
Als Früchte werden Steinfrüchte (Pandanus) oder Beeren (Freycinetia) gebildet. Bei einigen Arten stehen die Früchte zu je nach Art sehr unterschiedlich aufgebauten Sammelfrüchten zusammen. Die Früchte enthalten einen bis viele winzige Samen. Das Endosperm kann stärkehaltig (Freycinetia) oder ölhaltig (Pandanus) und fleischig sein. Der basale Embryo ist winzig.

### Chromosomenzahl
Die Chromosomenzahl beträgt n = 25, 28 oder 30.

### Inhaltsstoffe
Es wird Stärke (nur vom Pteridophytentyp) gebildet. Calciumoxalat-Kristalle werden als Raphiden eingelagert.

## Ökologie
Die Bestäubung erfolgt meist durch Wind (Anemophilie), weniger häufig durch Insekten (Entomophilie), Vögel (Ornithophilie) oder Fledertiere (Chiropterophilie).

## Systematik und Verbreitung

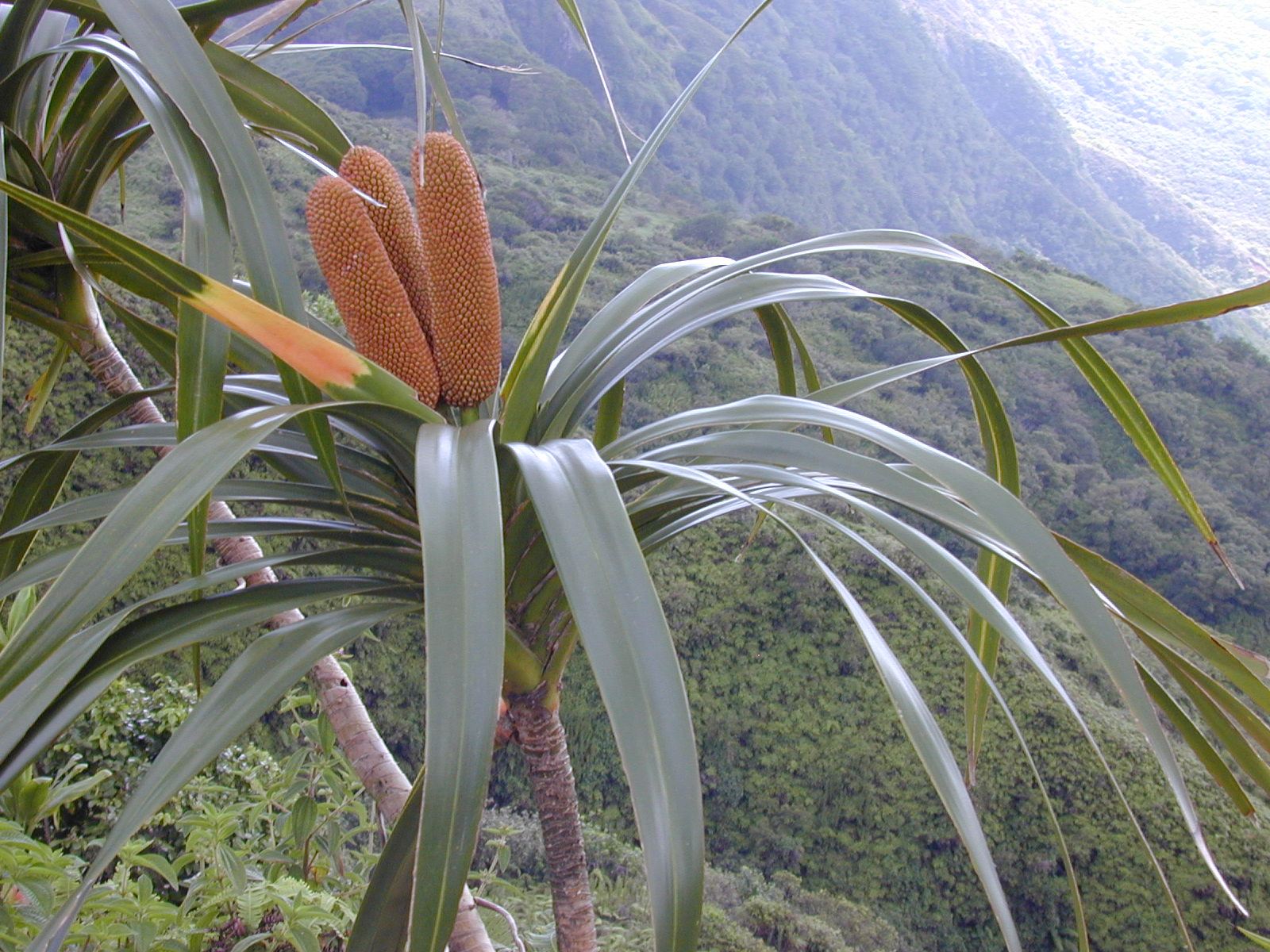
Freycinetia arborea mit unbewehrten Blättern und Fruchtständen

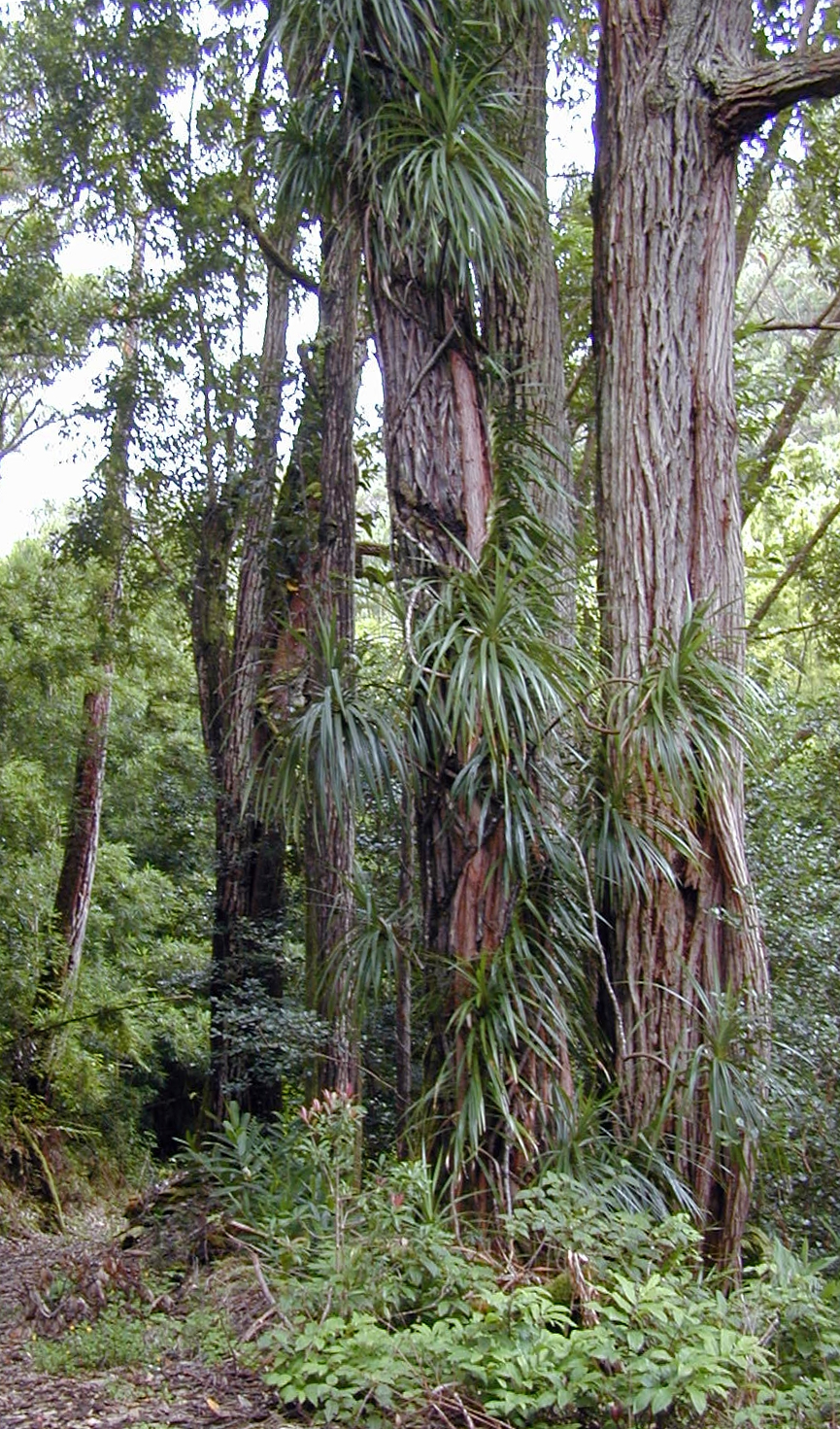
Freycinetia arborea an einem Eucalyptus-Baum kletternd

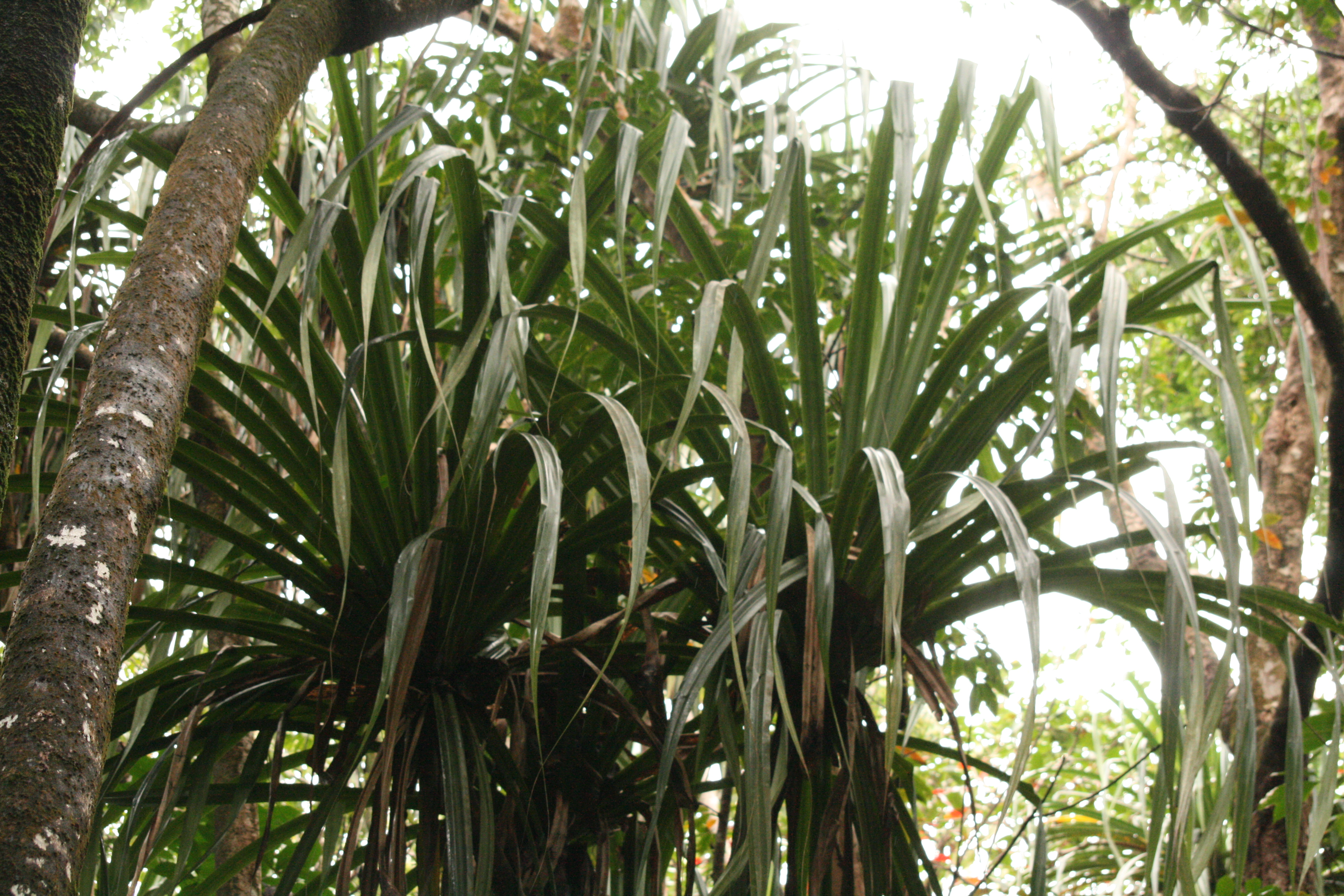
Habitus von Martellidendron hornei

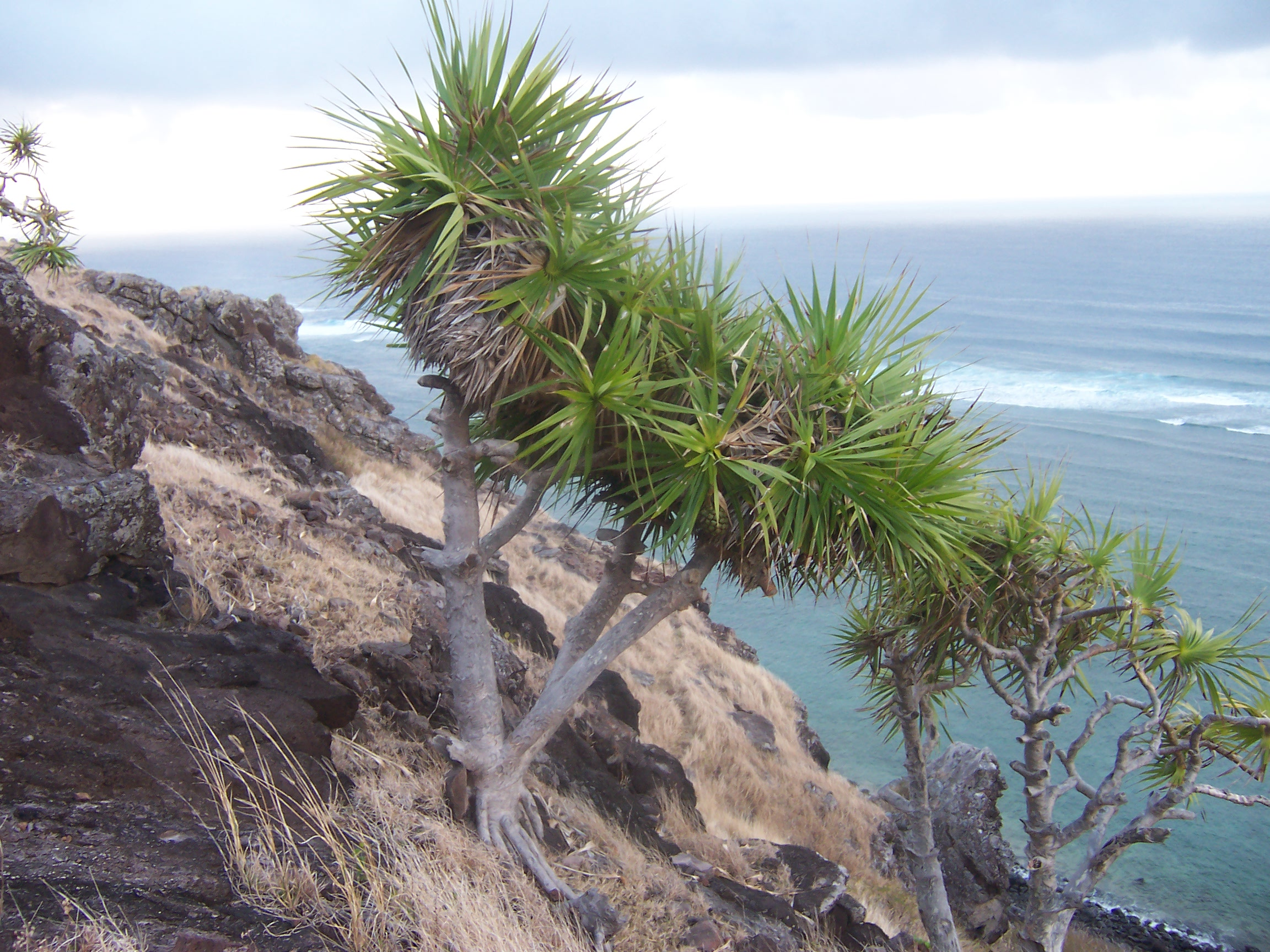
Pandanus heterocarpus auf der Insel Rodrigues bei Mauritius

Die Familie Pandanaceae wurde 1810 von Robert Brown unter dem Namen „Pandaneae“ in Prodromus florae Novae Hollandiae et insulae Van-Diemen, exhibens characteres plantarum quas annis 1802–1805 per oras utriusque insulae collegit et descripsit Robertus Brown, S. 340 erstveröffentlicht. Typusgattung ist Pandanus Parkinson.
Die Arten der Familie der Freycinetiaceae Le Maout & Decaisne werden heute den Schraubenbaumgewächsen (Pandanaceae) zugeordnet.
Die Cyclanthaceae sind eine Schwestergruppe der Pandanaceae, diese beiden Familien sind am nächsten mit den Stemonaceae und Triuridaceae verwandt und innerhalb der Ordnung der Pandanales sind die Pandanaceae mit den Velloziaceae am entferntesten verwandt.
Der Ursprung der Familie liegt in der frühen bis mittleren Kreidezeit vor etwa 96 Millionen Jahren auf dem Gondwana-Kontinent als er auseinanderbrach. Es kam zu einer schnellen adaptiven Radiation und so ist die heutige Verbreitung der Gattungen zu erklären. Manche Arten auf Madagaskar sind allerdings viel später durch Fernausbreitung dort hingelangt.
Sie haben eine Verbreitung von den Tropen bis in die warmen gemäßigten Breiten der Alten Welt. Ihre natürlichen Verbreitungsgebiete liegen im tropischen Zentral- und Westafrika, in Madagaskar und nahe gelegenen Inseln, von Indien über Thailand bis in die Volksrepublik China und vom Malaiischen Archipel über Australien bis Neuseeland und zu den in den Pazifischen Inseln.
Die Familie umfasst nur 5 Gattungen mit etwa 770 Arten:
- Benstonea Callm. & Buerki: Mit etwa 60 Arten.
- Freycinetia Gaudich.: Mit etwa 250 Arten.[4] Ihre Vorkommen liegen in den Tropen von Sri Lanka bis zu den pazifischen Marquesas-Inseln und Hawaii, im nördlichen Australien und Neuseeland.[4] Sie wachsen meist als Lianen und bilden Beeren.
- Martellidendron (Pic. Serm.) Callm. & Chassot (Syn.: Pandanus subg. Martellidendron Pic. Serm.): Es ist eine relativ neue Gattung, die 2003 aus Pandanus ausgegliedert wurde. Mit sechs Arten[5][4]:
  - Martellidendron androcephalanthos (Martelli) Callm. & Chassot: Sie kommt im nördlichen Madagaskar vor.[4]
  - Martellidendron cruciatum (Pic.Serm.) Callm. & Chassot: Sie kommt im östlichen Madagaskar vor.[4]
  - Martellidendron gallinarum (Callm.) Callm.: Sie kommt im östlichen Madagaskar vor.[4]
  - Martellidendron hornei (Balf.f.) Callm. & Chassot: Sie kommt auf den Seychellen vor.[4]
  - Martellidendron karaka (Martelli) Callm.: Sie kommt im nördlichen und östlichen Madagaskar vor.[4]
  - Martellidendron kariangense (Huynh) Callm.: Sie kommt im östlichen Madagaskar vor.[4]
- Schraubenbäume (Pandanus Parkinson): Mit acht Untergattungen und etwa 450 Arten.[4] Die Schraubenbäume bilden Steinfrüchte. Sie sind von den Tropen und Subtropen der alten Welt bis zu den Inseln im Pazifik verbreitet.[4]
- Sararanga Hemsl.: Es ist die ursprünglichste Gattung der Familie mit deutlich erkennbaren drei oder vier Blütenhüllblättern. Mit nur zwei baumförmigen Arten:
  - Sararanga philippinensis Merr.: Sie kommt nur auf Luzon vor.[4]
  - Sararanga sinuosa Hemsl.: Sie kommt im nördlichen Neuguinea, im Bismarck-Archipel und auf den Salomonen vor.[4]

## Nutzung
Einige Arten der Schraubenbaumgewächse werden wirtschaftlich genutzt, so zum Beispiel die auf Madagaskar heimische Pandanus utilis. Aus ihren Früchten wird Mehl hergestellt, und sie wird auf den Westindischen Inseln und in Zentralamerika zur Fasergewinnung angebaut. Aus der in Südasien, Polynesien und Australien vorkommenden Pandanus odorifer wird ein Extrakt zur Parfümherstellung gewonnen.
Von einigen Freycinetia-Arten werden die Hochblätter genutzt und die faserreichen Blätter werden zum Flechten von Matten und Körben, Bindematerial oder zum Dachdecken verwendet.
Einige Arten werden auch als Zierpflanzen genutzt, in den Tropen und Subtropen in Parks und Gärten, in den Gebieten mit Frost als robuste Zimmerpflanzen (Pandanus veitchii besonders ihre panaschierte Sorte).